# 布氏細鱨
布氏細鱨，為輻鰭魚綱鯰形目平鰭鮠科的其中一種，為熱帶淡水魚，分布於非洲剛果民主共和國Stanley潭流域，體長可達6.2公分，棲息在底層水域，生活習性不明。